# Malvagna
Malvagna ist eine italienische Gemeinde der Metropolitanstadt Messina in der Autonomen Region Sizilien mit 608 Einwohnern (Stand 31. Dezember 2023).

## Lage und Daten

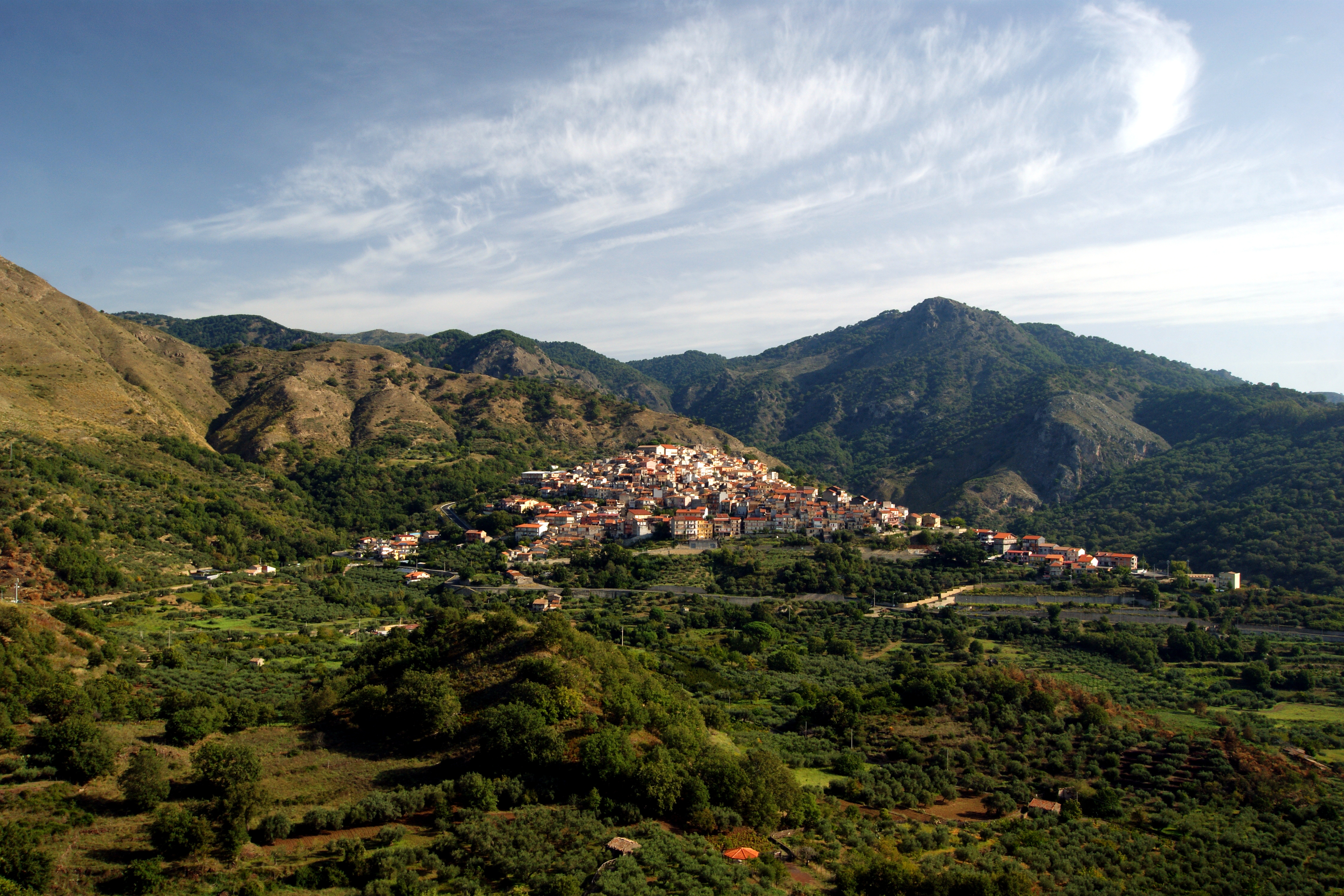
Malvagna vom erloschenen Vulkan Mojo aus gesehen

Malvagna liegt 81 km südwestlich von Messina. Die Einwohner arbeiten hauptsächlich in der Landwirtschaft und in der Fischerei.
Die Nachbargemeinden sind: Castiglione di Sicilia (CT), Francavilla di Sicilia, Mojo Alcantara, Montalbano Elicona und Roccella Valdemone.

## Geschichte
Der Ort entstand im 17. Jahrhundert. Von 1928 bis 1947 bildete die Gemeinde Malvagna mit der Gemeinde Mojo Alcantara die Gemeinde Lanza.

## Sehenswürdigkeiten
- Ruinen des Konvikts San Giuseppe, das Kloster wurde 1640 erbaut
- La Cuba eine frühchristliche Kirche aus dem 8. Jahrhundert
- Kapelle des hl. Marco, das Portal stammt aus dem 16. Jahrhundert